# Al-Rahmah Moskee
De Al-Rahmah-moskee (Arabisch: مسجد الرحمة) of Fatima Al-Zahra-moskee is een moskee in Jeddah, in het westen van Saoedi-Arabië.

## Geschiedenis
De moskee werd opgericht in 1985.

## Architectuur
De moskee heeft een oppervlakte van 2.400 m². Het bestaat uit een hoofdkoepel en 52 buitenste koepels, 23 externe paraplu's en 56 ramen ontworpen in islamitische stijl.